# سلطان آل عواض
سلطان آل عواض لاعب كرة قدم سعودي يلعب كمدافع.

## مسيرة اللاعب
كانت بداياته في الفئات السنية في نادي الاتحاد و لعب بعدها مع نادي القلعة و نادي الوطني و نادي الروضة و نادي الثقبة.